# Möser (Germania)
Möser è un comune tedesco situato nel land della Sassonia-Anhalt.
Il comune di Möser è suddiviso nei seguenti distretti:
- Alt Lostau
- Hohenwarthe
- Kanalsiedlung
- Körbelitz
- Lostau
- Möser
- Neu Külzau
- Ottohof
- Pietzpuhl
- Schermen